# マヌエル・アカンジ
マヌエル・アカンジ（Manuel Akanji、1995年7月19日 - ）は、スイス・ヴィンタートゥール出身のサッカー選手。プレミアリーグ・マンチェスター・シティFC所属。ポジションはDF。スイス代表。

## 経歴

### ユース時代
スイスのヴィーゼンダンゲンに生まれ、その街にあるアマチュアクラブでサッカーを始めた。2007年5月、ヴィーゼンダンゲンを離れ、FCヴィンタートゥールのユースチームに加入した。ヴィンタートゥール加入後、U-18チーム、リザーブチームを経て2014-15シーズンにトップチームデビューを果たした。

### バーゼル
2015年4月16日、FCバーゼルは、アカンジの獲得を発表した。2015年9月26日、FCルガーノとの試合でスーパーリーグデビューを飾ると、ウルス・フィッシャー監督の下バーゼルは圧倒的な強さでスーパーリーグを制し、アカンジにとってキャリア初タイトルとなった。

### ドルトムント
2018年1月15日、ボルシア・ドルトムントに移籍した。移籍金は1800万ユーロとみられている。

### マンチェスター・シティ
2022年9月1日、アイメリク・ラポルテやナタン・アケの負傷によりCBを必要としていたマンチェスター・シティFCへの完全移籍が発表された。

## 特技
特技は数字の計算であり、二桁の数同士の暗算を難なくこなす。

## 代表歴

### 出場大会
- スイス代表
  - 2018 FIFAワールドカップ
  - 2022 FIFAワールドカップ
  - UEFA EURO 2024

### 試合数
- 国際Aマッチ 57試合 3得点（2017年-）[5]

| スイス代表 | 国際Aマッチ | 国際Aマッチ |
| 年         | 出場        | 得点        |
| ---------- | ----------- | ----------- |
| 2017       | 4           | 0           |
| 2018       | 9           | 0           |
| 2019       | 9           | 0           |
| 2020       | 3           | 0           |
| 2021       | 13          | 0           |
| 2022       | 9           | 2           |
| 2023       | 10          | 1           |
| 2024       |             |             |
| 通算       | 57          | 3           |

## タイトル

### クラブ
ドルトムント
- DFBポカール：1回（2020-21）
- DFLスーパーカップ：1回（2019）

マンチェスター・シティ
- プレミアリーグ：1回（2022-23）
- FAカップ：1回（2022-23）
- UEFAチャンピオンズリーグ：1回（2022-23）
- UEFAスーパーカップ：1回（2023）